# Günther Körffer
Günther Körffer (* 8. August 1954 in Düren) ist ein deutsch-schwedischer Konditor. Er gehörte bei fünf von 16 Staffeln zu den Juroren der deutschen Fernsehsendung Das große Backen auf Sat.1.

## Werdegang
Körffer wuchs mit seinen sechs Geschwistern in Merzenich auf. Seine Eltern betrieben dort eine Metzgerei. Drei seiner Geschwister erlernten den Beruf des Metzgers. Seine Eltern wollten, dass Günther einen anderen Beruf erlernt. Deshalb wurde er Konditor. Er lernte im Café Düren in der Nähe der Annakirche. Nach der Lehre arbeitete er in Heidelberg und in der Schweiz. Sein dortiger Chef besorgte ihm 1974 dann eine Stelle in Stockholm, der schwedischen Hauptstadt. Dort arbeitete er in einem Restaurant als Pâtissier.
Als König Carl Gustav die Deutsche Silvia Sommerlath heiratete, kreierte Körffer zur Hochzeit ein Mandeldessert, und als deren Tochter Victoria getauft wurde, bereitete er zum Festessen den Nachtisch zu. Zur Hochzeit von Kronprinzessin Victoria mit Prinz Daniel schuf Körffer mit seinen Mitarbeitern eine 15-stöckige 3,60 m hohe und 600 kg schwere Torte, die höchste royale Hochzeitstorte der Welt. Bevor er die große Torte machte, hatte Körffer weltweit gearbeitet, so in Tel Aviv, Jerusalem, Dubai, Kanada und im Waldorf Astoria in New York City. 1984 machte er sich mit einem Café mit Konditorei in Ulricehamn selbstständig. Zum 700-jährigen Jubiläum seines Wohnortes stellte er mit anderen schwedischen Konditoren einen 700 m langen „Prinzessinnenkuchen“ her.
Körffer ist förderndes Mitglied beim Deutschen Brotinstitut e. V. Außerdem ist er Präsident einer EU-Lobbyorganisation gewerblicher Bäcker und einer der Vizepräsidenten der Weltvereinigung der Konditoren.
Körffer, der mittlerweile die schwedische Staatsangehörigkeit angenommen hat, lebt mit seiner Frau und seinen vier Kindern in der schwedischen Kleinstadt Ulricehamn in der Provinz Västra Götalands län.
Körffer ist Präsident der International Union of Bakers and Confectioners (UIBC).